# Taula del Sénia

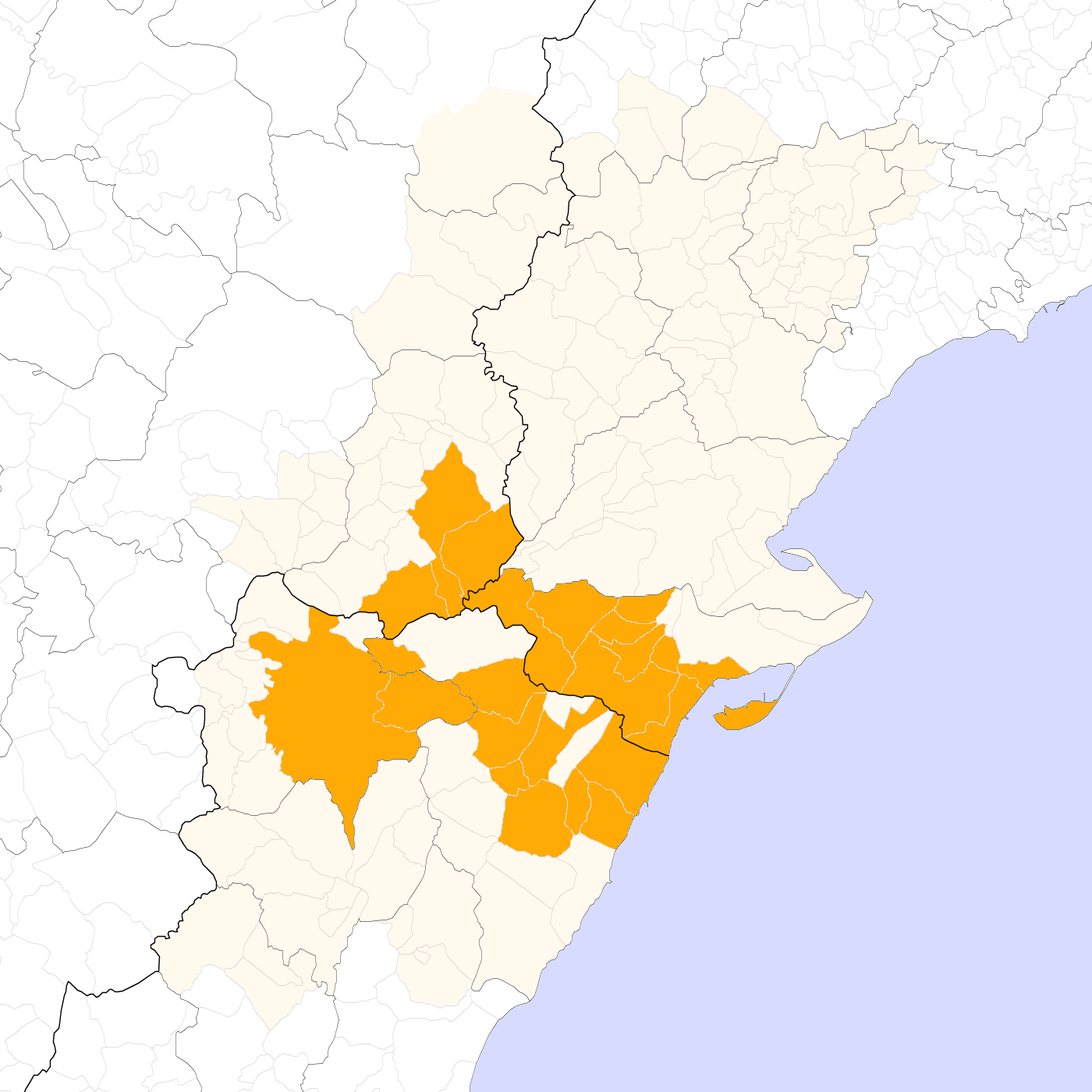
Communes qui forment la mancomunitat de la Taula del Sénia

La Mancomunitat de la Taula del Sénia est une mancommunauté formée par 27 communes des comarques de langue catalane du Baix Maestrat, de Matarranya, de Montsià et dels Ports. Tous les membres sont situés dans une bande de 15 kilomètres à l'embouchure de la rivière de la Sénia de part et d'autre de la rivière et couvrant 2 070 km2 de superficie. La population totale dépasse les cent mille habitants.

## Communes membres
- 12 du Baix Maestrat:
  - Benicarló
  - Càlig
  - Canet
  - Cervera
  - La Jana
  - Rossell
  - Sant Jordi
  - Sant Rafel del Riu
  - Traiguera
  - Vinaròs
  - La Pobla de Benifassà [1]
  - Castell de Cabres[1]

- 3 de Matarranya:
  - Beseit
  - Pena-roja
  - Vall-de-roures

- 9 de Montsià:
  - Alcanar
  - Freginals
  - Godall
  - La Galera
  - Mas de Barberans
  - Sant Carles de la Ràpita
  - Santa Bàrbara
  - La Sénia
  - Ulldecona

- 3 dels Ports:
  - Herbers
  - Morella
  - Vallibona